# Banda ISM
Las bandas de radio industriales, científicas y médicas (ISM) son bandas de radio (partes del espectro de radio) reservadas internacionalmente para el uso de energía de radiofrecuencia (RF) para fines industriales, científicos y médicos distintos de las telecomunicaciones. Los ejemplos de aplicaciones en estas bandas incluyen el proceso de calentamiento por radiofrecuencia, hornos de microondas y máquinas de diatermia médica. Las potentes emisiones de estos dispositivos pueden crear interferencias electromagnéticas e interrumpir las comunicaciones de radio utilizando la misma frecuencia, por lo que estos dispositivos se limitaron a ciertas bandas de frecuencias. En general, los equipos de comunicaciones que operan en estas bandas deben tolerar cualquier interferencia generada por las aplicaciones ISM, y los usuarios no tienen protección regulatoria contra la operación del dispositivo ISM.
A pesar de la intención de las asignaciones originales, en los últimos años los usos de más rápido crecimiento de estas bandas han sido para sistemas de comunicaciones inalámbricas de corto alcance y baja potencia, ya que estas bandas a menudo están aprobadas para tales dispositivos que se pueden usar sin una licencia del gobierno como se requeriría de otra manera para los transmisores; Las frecuencias ISM a menudo se eligen para ese propósito, ya que ya tienen interferencias graves. Los teléfonos inalámbricos, los dispositivos Bluetooth, los dispositivos de comunicación de campo cercano (NFC), los abridores de puertas de garaje, los monitores para bebés y las redes inalámbricas de computadoras (WiFi) pueden usar las frecuencias ISM, aunque estos emisores de baja potencia no se consideran ISM.

## Definición
Las bandas ISM están definidas por el Reglamento de Radiocomunicaciones de la UIT (artículo 5) en las notas a pie de página 5.138, 5.150 y 5.280 del Reglamento de Radiocomunicaciones. El uso individual de los países de las bandas designadas en estas secciones puede diferir debido a las variaciones en los reglamentos de radio nacionales. Debido a que los dispositivos de comunicación que usan las bandas ISM deben tolerar cualquier interferencia del equipo ISM, las operaciones sin licencia generalmente tienen permiso para usar estas bandas, ya que la operación sin licencia normalmente debe ser tolerante a la interferencia de otros dispositivos de todos modos. Las bandas ISM comparten asignaciones con operaciones sin licencia y con licencia; sin embargo, debido a la alta probabilidad de interferencia perjudicial, el uso con licencia de las bandas suele ser bajo. En los Estados Unidos, los usos de las bandas ISM se rigen por la Parte 18 de las reglas de la Comisión Federal de Comunicaciones (FCC), mientras que la Parte 15 contiene las reglas para dispositivos de comunicación sin licencia, incluso aquellos que comparten frecuencias ISM. En Europa, el ETSI es responsable de regular el uso de dispositivos de corto alcance, algunos de los cuales operan en bandas ISM.

## Asignación de frecuencia
La asignación de frecuencias de radio se proporciona de conformidad con el artículo 5 del Reglamento de Radiocomunicaciones de la UIT (edición de 2012). 
Con el fin de mejorar la armonización en la utilización del espectro, la mayoría de las asignaciones de servicios estipuladas en este documento se incorporaron en las Tablas nacionales de asignación de frecuencias y utilidades, que son responsabilidad de la administración nacional correspondiente. La asignación puede ser primaria, secundaria, exclusiva y compartida.

## Historia
Las bandas ISM se establecieron por primera vez en la Conferencia Internacional de Telecomunicaciones de la UIT en Atlantic City, 1947. La delegación estadounidense propuso específicamente varias bandas, incluida la banda de 2,4 GHz que ahora es un lugar común, para adaptarse al incipiente proceso de calentamiento por microondas;  Los informes anuales de la FCC de esa época sugieren que se hizo mucha preparación antes de estas presentaciones. 
Desde el procedimiento: "El delegado de los Estados Unidos, refiriéndose a su solicitud de que la frecuencia de 2450 Mc / s se asignara al ISM, indicó que existía en los Estados Unidos, y trabajando en esta frecuencia una máquina de diatermia y una electrónica. cocina, y que este último podría eventualmente ser instalado en barcos y aviones transatlánticos. Hubo, por lo tanto, algún punto de intento de alcanzar un acuerdo mundial sobre este tema ".
Las radiofrecuencias en las bandas ISM se han utilizado con fines de comunicación, aunque dichos dispositivos pueden experimentar interferencias de fuentes que no son de comunicación. En los Estados Unidos, desde 1958, la Banda de Ciudadanos Clase D, un servicio de la Parte 95, se asignó a las frecuencias que también se asignan a ISM.
En los EE. UU., La FCC hizo disponible por primera vez el espectro ensanchado sin licencia en las bandas ISM en las reglas adoptadas el 9 de mayo de 1985. 
Más tarde, muchos otros países desarrollaron regulaciones similares, permitiendo el uso de esta tecnología. [Cita requerida] La acción de la FCC fue propuesta por Michael Marcus, del personal de la FCC, en 1980, y la acción reglamentaria posterior tomó cinco años más. Fue parte de una propuesta más amplia para permitir el uso civil de la tecnología de espectro expandido y en ese momento fue rechazada por los principales fabricantes de equipos y muchos operadores de sistemas de radio.

## Aplicaciones
Las aplicaciones industriales, científicas y médicas (ISM) (de energía de radiofrecuencia) (cortas: aplicaciones ISM) son, de acuerdo con el artículo 1.15 del Reglamento de Radiocomunicaciones (RR) de la Unión Internacional de Telecomunicaciones (UIT) [8], definidas como « Operación de equipos o dispositivos diseñados para generar y utilizar energía de radiofrecuencia local para fines industriales, científicos, médicos, domésticos o similares, excluidas las aplicaciones en el campo de las telecomunicaciones. »
Las especificaciones originales de ISM preveían que las bandas se utilizarían principalmente para fines de no comunicación, como el calentamiento. Las bandas siguen siendo ampliamente utilizadas para estos fines. Para muchas personas, el dispositivo ISM que se encuentra con más frecuencia es el horno de microondas doméstico que funciona a 2.45 GHz y utiliza microondas para cocinar los alimentos. La calefacción industrial es otra gran área de aplicación; tales como calentamiento por inducción, tratamiento térmico con microondas, ablandamiento de plástico y procesos de soldadura de plástico. En entornos médicos, las máquinas de diatermia de onda corta y de microondas utilizan ondas de radio en las bandas ISM para aplicar calor profundo al cuerpo para la relajación y la curación. Más recientemente, la terapia de hipertermia utiliza microondas para calentar el tejido y matar las células cancerosas.
Sin embargo, como se detalla a continuación, la creciente congestión del espectro de radio, la sofisticación cada vez mayor de la microelectrónica y la atracción por el uso sin licencia, en las últimas décadas han provocado una explosión de usos de estas bandas para sistemas de comunicación de corto alcance para dispositivos inalámbricos, que son ahora, con mucho, los usos más grandes de estas bandas. Estos a veces se denominan usos "no ISM", ya que no se incluyen en las áreas de aplicación "industrial", "científica" y "médica" previstas originalmente. Una de las aplicaciones más grandes ha sido la red inalámbrica (WiFi). Los protocolos de red inalámbrica IEEE 802.11, los estándares en los que se basan casi todos los sistemas inalámbricos, utilizan las bandas ISM. Prácticamente todas las computadoras portátiles, tabletas, impresoras y teléfonos celulares ahora tienen módems inalámbricos 802.11 que utilizan las bandas ISM de 2.4 y 5.7 GHz. Bluetooth es otra tecnología de red que usa la banda de 2.4 GHz, lo que puede ser problemático dada la probabilidad de interferencia.  Los dispositivos de comunicación de campo cercano, como las tarjetas de proximidad y las tarjetas inteligentes sin contacto, utilizan las bandas de baja frecuencia de 13 y 27 MHz ISM. Otros dispositivos de corto alcance que utilizan las bandas ISM son: micrófonos inalámbricos, monitores para bebés, abridores de puertas de garaje, timbres inalámbricos, sistemas de entrada sin llave para vehículos, canales de control de radio para UAV (drones), sistemas de vigilancia inalámbricos, sistemas RFID para mercancías y animales salvaje, y sistemas de seguimiento.
Algunos diseños de lámparas sin electrodos son dispositivos ISM, que utilizan emisiones de RF para excitar los tubos fluorescentes. Las lámparas de azufre son lámparas de plasma disponibles en el mercado, que utilizan un magnetrón de 2.45 GHz para calentar el azufre en un plasma de brillo brillante.
Se han propuesto y experimentado sistemas inalámbricos de energía a larga distancia con los cuales se usarían transmisores y rectas de alta potencia, en lugar de líneas de transmisión aéreas y cables subterráneos, para enviar energía a ubicaciones remotas. La NASA ha estudiado el uso de la transmisión de potencia de microondas en 2.45 GHz para enviar la energía recolectada por los satélites de energía solar al suelo.
También en aplicaciones espaciales, un propulsor de iones Helicon de doble capa es un prototipo de motor de propulsión de una nave espacial que utiliza una transmisión de 13.56 MHz para descomponer y calentar el gas en plasma.

## Usos no ISM
En los últimos años, las bandas ISM también se han compartido con aplicaciones de comunicaciones tolerantes a errores (sin ISM), como redes de sensores inalámbricas en las bandas de 915 MHz y 2450 GHz, así como redes LAN inalámbricas y teléfonos inalámbricos de 915 MHz. Bandas de 2.450 GHz y 5.800 GHz. Debido a que los dispositivos sin licencia deben tolerar las emisiones de ISM en estas bandas, los usuarios de baja potencia sin licencia generalmente pueden operar en estas bandas sin causar problemas para los usuarios de ISM. El equipo ISM no incluye necesariamente un receptor de radio en la banda ISM (por ejemplo, un horno de microondas no tiene un receptor).
En los Estados Unidos, según 47 CFR Parte 15.5, los dispositivos de comunicación de baja potencia deben aceptar la interferencia de los usuarios con licencia de esa banda de frecuencia, y el dispositivo de la Parte 15 no debe causar interferencia a los usuarios con licencia. Tenga en cuenta que la banda de 915 MHz no debe usarse en países fuera de la Región 2, excepto aquellos que lo permiten específicamente, como Australia e Israel, especialmente aquellos que usan la banda GSM-900 para teléfonos celulares. Las bandas ISM también se usan ampliamente para aplicaciones de identificación por radiofrecuencia (RFID), siendo la banda más comúnmente utilizada la banda de 13.56 MHz utilizada por los sistemas que cumplen con la norma ISO / IEC 14443, incluidas las que se utilizan en los pasaportes biométricos y las tarjetas inteligentes sin contacto.
En Europa, el uso de la banda ISM está cubierto por las regulaciones de dispositivos de corto alcance emitidas por la Comisión Europea, basadas en las recomendaciones técnicas de CEPT y las normas de ETSI. En la mayor parte de Europa, la banda LPD433 está permitida para la comunicación de voz sin licencia además de PMR446.
Las LAN inalámbricas y los teléfonos inalámbricos también pueden usar bandas distintas a las compartidas con ISM, pero tales usos requieren la aprobación de un país a otro. Los teléfonos DECT utilizan un espectro asignado fuera de las bandas ISM que difiere en Europa y América del Norte. Las LAN de banda ultra ancha requieren más espectro del que pueden proporcionar las bandas ISM, por lo que los estándares relevantes, como IEEE 802.15.4a, están diseñados para hacer uso del espectro fuera de las bandas ISM. A pesar del hecho de que estas bandas adicionales están fuera de las bandas oficiales del UIT-R ISM, debido a que se usan para los mismos tipos de comunicaciones personales de baja potencia, a veces también se las denomina incorrectamente bandas ISM.
También tenga en cuenta que varias marcas de equipos de control de radio utilizan el rango de banda de 2.4 GHz para el control remoto de juguetes de baja potencia, desde automóviles a gas hasta aviones en miniatura.
Las telecomunicaciones inalámbricas digitales en todo el mundo o WDCT es una tecnología que utiliza el espectro de radio de 2.4 GHz.
El Proyecto Loon de Google usa bandas ISM (específicamente bandas de 2.4 y 5.8 GHz) para comunicaciones globo a globo y globo a tierra.
De conformidad con el 47 CFR Parte 97, algunas bandas ISM son utilizadas por operadores de radio aficionados autorizados para la comunicación, incluida la televisión amateur.